# Hemibystra gracilis
Hemibystra gracilis là một loài tò vò trong họ Ichneumonidae.